# 阿弗雷·韋伯
阿弗雷·韋伯（英語：Alfred Lambremont Webre，1942年—），美國作家、律師、未來學家和星際政治學家，曾作為吉隆坡戰爭罪行法庭的七名法官之一。

## 生平
出生於佛羅里達州彭薩科拉。畢業於耶魯大學。曾是傅爾布萊特計畫學者。
1971年至1972年間，韋伯在紐約市環保署擔任法律總顧問:52。1977年，韋伯以未來學家身分在史丹佛研究所（SRI）工作:52。在白宮（卡特政府時期）、五角大廈和史丹佛研究所進行的外星交流研究計劃當中，韋伯擔任主要研究員。
2000年，韋伯在其著作《星際政治學：十年接觸》（Exopolitics: Towards a Decade of Contact，暫譯）中首度正式使用了「星際政治學」（Exopolitics）一詞。韋伯另一本在2005年出版的著作《星際政治學：宇宙中的政治、政府和法律》（Exopolitics: Politics, Government and Law in the Universe，暫譯）受到了前加拿大國防部長保羅·赫勒的稱讚。
在2011年，韋伯作為吉隆坡戰爭罪行法庭的七名法官之一，該組織（吉隆坡戰爭罪行委員會）是在前马来西亚首相马哈迪·莫哈末的倡導之下於2007年成立。
韋伯也曾經擔任過「教會與政府罪行國際法庭」（International Tribunal into Crimes of Church and State，ITCCS）的法律顧問，「太空合作研究所」（Institute for Cooperation in Space，ICIS）的國際部主任和財務主管。
2017年3月，韋伯接受英國《每日快報》採訪時，聲稱梵蒂岡擁有時空旅行的技術、並在1960年代將其提供給美國中央情報局。

## 外部連結
- 官方网站 （英文）
- 阿弗雷·韋伯的X（前Twitter）
- 阿弗雷·韋伯在互联网电影资料库（IMDb）上的資料（英文）